# Milo Ventimiglia
Pour les articles homonymes, voir Ventimiglia (homonymie).
Milo Ventimiglia est un acteur, producteur et réalisateur américain, né le 8 juillet 1977 à Anaheim (comté d'Orange, Californie).
Il est notamment connu pour son rôle de Jess Mariano dans la série télévisée Gilmore Girls, celui de Peter Petrelli dans la série Heroes et celui de Jack Pearson dans la série This Is Us.

## Biographie

### Jeunesse et formation
Milo Ventimiglia est le fils de Peter Ventimiglia, Italien d'origine sicilienne et de Carol Wilson, qui possède des ascendants irlandais, anglais, écossais, français, cherokees, indiens. Il est le dernier de trois enfants et a deux sœurs. Passionné de Star Wars, il rêve de devenir acteur et fait tout ce qu'il peut pour s'en donner les moyens.
Après des études au El Modena High School d'Orange dont il est diplômé en 1995, il obtient une bourse pour le programme d'été du conservatoire d'art dramatique de San Francisco (American Conservatory Theater) puis entre à la prestigieuse université de Californie à Los Angeles (UCLA).

### Débuts remarqués
Il commence sa carrière à 18 ans, enchaînant rapidement les apparitions dans des sitcoms populaires du début des années 1990 - Sabrina, l'apprentie sorcière ou encore Sauvés par le gong : La Nouvelle Classe - puis des séries policières plus adultes : EZ Streets, Brooklyn South, Kelly Kelly, ou encore Les Experts.
Alors que l'épisode de cette dernière est diffusé début 2000, l'acteur vient d'être recruté pour incarner le héros d'une nouvelle série : une comédie diffusée par la chaîne FOX durant l'été : Opposite Sex. Le programme n'est pas renouvelé, et l'acteur reprend le chemin des castings. Il finit par être repéré par le responsable du casting d'une série dramatique lancée en septembre 2000, Gilmore Girls. Le jeune comédien convainc l'équipe créative, qui lui confie le rôle de Jess Mariano, le neveu du personnage de Luke, qui apparait dans le cinquième épisode de la saison 2, en octobre 2001. À la suite de la réception très positive du personnage, bad boy intelligent et sensible, l'acteur intègre la distribution principale, et ce jusqu'à la fin de la troisième saison. L'acteur tourne alors un pilote de spin-off de la série, centré sur son personnage, et ses relations avec son père incarné par Rob Estes, nommé Windward Circle, mais le projet n'est pas commandé par la chaîne. L'acteur reviendra donc pour quatre épisodes durant la seconde moitié de la saison 4, diffusée début 2003.
L'acteur fait des apparitions dans des séries exposées - quatre épisodes de la série pour adolescents Boston Public - la policière New York, unité spéciale et surtout, entre 2004 et 2005, une douzaine épisodes de la série nostalgique Mes plus belles années. Il revient ensuite sur the WB, la chaîne de Gilmore Girls, où on lui confie un rôle dans la nouveauté The Bedford Diaries. Mais le programme ne dépasse pas le cap des 8 épisodes diffusés en janvier 2006. Parallèlement, l'acteur apparait dans 2 épisodes de la saison 6 de Gilmore Girls.

### Révélation et progression

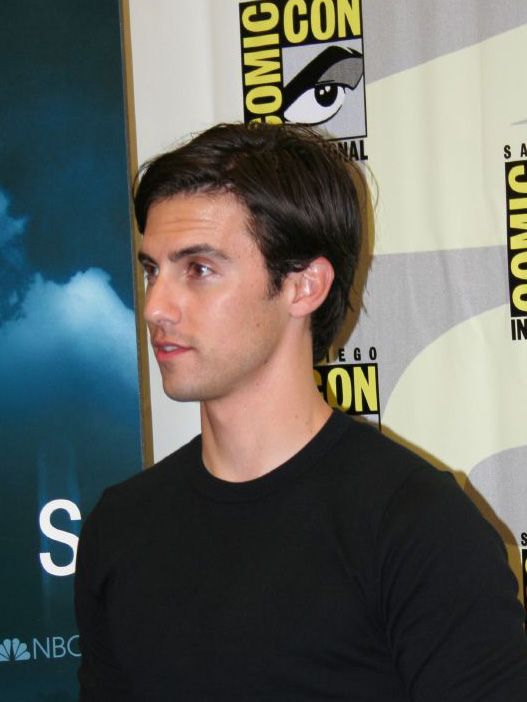
L'acteur au Comic-Con de San Diego 2006, pour la promotion de Heroes.

Le jeune acteur rebondit déjà vers une nouveauté de la rentrée 2006, une série fantastique chorale nommée Heroes. L'acteur y prête ses traits au jeune Peter Petrelli, l'un des principaux visages. Le programme connait un succès mondial et fait du comédien une vedette populaire à l'étranger. À la fin de cette année, il est à l'affiche de Rocky Balboa – de et avec Sylvester Stallone – où il interprète le fils de Rocky. Il a été choisi par le réalisateur et le studio, notamment pour sa gêne à la lèvre inférieure (un défaut de naissance) qui rappelle le visage de Stallone. Le succès du film confirme sa popularité. En 2007, il apparaît dans le clip Big Girls Don't Cry de Fergie, la chanteuse des Black Eyed Peas.
Mais le succès de Heroes s'émousse progressivement, et la série est arrêtée en 2010. L'acteur tente de profiter de la réception positive de Rocky Balboa pour persévérer sur grand écran. Mais les quelques films dans lesquels il évolue passent inaperçus. Il se diversifie alors, produisant des programmes pour la télévision et doublant différentes séries d'animation.
Il faut attendre 2013 pour le revoir en tête d'affiche : il est en effet la vedette de Chosen, une série d'action noire et violente, qu'il co-produit également, pour la plateforme Crackle. Il quitte la série au bout de 11 épisodes répartis sur 2 saisons, laissant un autre personnage incarné par Chad Michael Murray prendre le relais. Il vient en effet d'être recruté pour devenir l'un des trois acteurs principaux de la nouvelle série Mob City, un polar créé, produit et réalisé par Frank Darabont. Le programme ne dépasse cependant pas les 6 premiers épisodes de la première saison, et l'acteur repart pour quelques petits rôles au cinéma.
A la télévision, il revient en 2015 pour trois épisodes de la série de superhéros Gotham, où il prête ses traits à Jason Lennon. Il évolue aussi dans quatre épisodes de la série The Pet Squad Files, qu'il produit, et est surtout recruté pour intégrer la distribution principale de la série horrifique The Whispers. Le programme ne dépasse cependant pas cette unique saison.
La rentrée 2016 lui permet de faire un retour au premier plan : il est l'un des acteurs principaux de la nouvelle série dramatique This Is Us, et retrouve le personnage de Jess Mariano pour deux épisodes de la mini-série Gilmore Girls: A Year in the Life, lancée par la plateforme Netflix en novembre.

### Vie privée
Sur le tournage de la série Gilmore Girls, Milo Ventimiglia rencontre Alexis Bledel (qui incarne l'héroïne de la série) avec qui il a une relation ; les deux acteurs se séparent en 2006.
Entre 2008 et 2009, il fréquente Hayden Panettiere, actrice dans la série Heroes.
Il est l'auteur du mouvement DSC (Divide Social Club), qu'il a co-fondé avec ses amis Dino et Russ.
En octobre 2023, il épouse la mannequin Jarah Mariano. Selon les informations du magazine « US Weekly » confirmées par un représentant de l’acteur, Milo Ventimiglia et Jarah Mariano se sont unis en présence de leur famille et quelques proches.En Janvier 2025, ils accueillent leur premier enfant, une petite fille nommée Ke'ala Coral. 

## Filmographie

### Cinéma

#### Longs métrages
- 1997 : Boys Life 2 de Mark Christopher, Tom DeCerchio et Tom Donaghy : Jason
- 1999 : Elle est trop bien (She's All That) de Robert Iscove : le joueur de foot
- 1999 : Speedway Junky (en) de Nickolas Perry (en) : Travis
- 2000 : Massholes de John Chase : Doc
- 2003 : Une blonde en or (Winter Break) de Marni Banack : Matt Raymand
- 2005 : Cursed de Wes Craven : Bo
- 2005 : Dirty Deeds de David Kendall : Zach Harper
- 2005 : Stay Alive de William Brent Bell : Loomis Crowley
- 2006 : Rocky Balboa de Sylvester Stallone : Robert « Bobby » Balboa, Jr.
- 2008 : Pathology de Marc Schölermann : Ted Grey
- 2009 : Ultimate Game (Gamer) de Mark Neveldine et Brian Taylor : Rick Rape
- 2009 : Blindés (Armored) de Nimrod Antal : Eckehart
- 2009 : Order of Chaos de Vince Vieluf : Rick Carlson
- 2011 : The Divide de Xavier Gens : Josh
- 2012 : Crazy Dad (That's My Boy) de Sean Anders : Chad
- 2012 : Static de Todd Levin : Jonathan Dade - également producteur exécutif
- 2012 : Kiss of the Damned de Xan Cassavetes : Paolo
- 2013 : Breaking at the Edge de Predrag Antonijević : Ian Wood
- 2013 : Face à face (Killing Season) de Mark Steven Johnson : Chris Ford
- 2013 : Copains pour toujours 2 de Dennis Dugan : Frat Boy Milo
- 2014 : Grace de Monaco d'Olivier Dahan : Rupert Allan
- 2014 : Tell de J. M. R. Luna : Tell - également producteur
- 2015 : Walter d'Anna Mastro : Vince (en attente d'une date de sortie[5])
- 2015 : Joker (Wild Card) de Simon West : Danny DeMarco
- 2016 : Madtown (en) de Charles Moore : Denny Briggs
- 2017 : Sandy Wexler de Steven Brill : Barry Bubatzi
- 2017 : Enlèvement (Devil's Gate) de Clay Staub : Jackson Pritchard
- 2018 : Creed 2 de Steven Caple Jr. : Robert « Bobby » Balboa, Jr.
- 2018 : Seconde Chance de  Peter Segal : Trey
- 2019 : Dans les yeux d'Enzo (The Art of Racing in the Rain) de Simon Curtis : Denny Swift[5]
- 2024 : Land of Bad de William Eubank : Capitaine Sugar

#### Courts métrages
- 1996 : Must Be the Music de Nickolas Perry : Jason
- 2001 : Nice Guys Finish Last de Robert B. Martin Jr. : Josh
- 2006 : Intelligence d'Allen Martinez : Colin Mathers
- 2008 : High-Five Hollywood! de Jake Szymanski : lui-même
- 2011 : Beastie Boys : Fight for Your Right Revisited d'Adam Yauch : le patron du café
- 2015 : The Comments de Brian Kehoe et Jim Kehoe : l'acteur notoire

### Télévision

#### Téléfilms
- 2004 : Gramercy Park de Jeff Bleckner : Billy Hammond Jr.

#### Séries télévisées
- 1995 : Le Prince de Bel-Air (The Fresh Prince of Bel-Air) : l'invité de la fête no 1 (saison 6, épisode 4)
- 1996 : Sabrina, l'apprentie sorcière (Sabrina, the Teenage Witch) : Letterman (saison 1, épisode 4)
- 1996 : Sauvés par le gong : La Nouvelle Classe (Saved by the Bell: The New Class) : Greg (saison 4, épisode 13)
- 1997 : Rewind : Rob (jeune) (épisode inconnu)
- 1997 : EZ Streets : Quinn (jeune) (saison 1, épisode 3)
- 1998 : Brooklyn South : Johnny Mancuso (saison 1, épisode 18)
- 1998 : Kelly Kelly : Steve Spencer (saison 1, épisode 5)
- 1998 : One World : Eric (saison 1, épisode 5)
- 1999 : Promised Land : Tony Brackett (saison 3, épisode 15)
- 2000 : Opposite Sex : Jed Perry (8 épisodes)
- 2000 : Les Experts (CSI: Crime Scene Investigation) : Bobby Taylor (saison 1, épisode 5)
- 2001-2006 : Gilmore Girls : Jess Mariano (37 épisodes : saisons 2, 3 et 4 + saison 6, épisodes 8 et 18)
- 2003 : Boston Public : Jake Provesserio (4 épisodes, saison 4)
- 2003 : New York, unité spéciale (Law and Order: Special Victims Unit) : Lee Healy (saison 5, épisode 11)
- 2004-2005 : Mes plus belles années (American Dreams) : Chris Pierce (12 épisodes)
- 2006 : The Bedford Diaries : Richard Thorne III (8 épisodes, saison 1)
- 2006-2010 : Heroes : Peter Petrelli (70 épisodes)
- 2007-2008 : Heroes Unmasked : lui-même (série documentaire - 28 épisodes)
- 2008 : Heroes Report : lui-même (mini-série)
- 2010 : Ultradome : lui-même (web-série)
- 2011 : Suite 7 : Milo (saison 1, épisode 5 - également réalisateur et producteur)
- 2011 : The Temp Life : Cook (saison 5, épisodes 6 et 7)
- 2013 : Chosen : Ian Mitchell (11 épisodes - également producteur exécutif)
- 2013 : Mob City : Ned Stax (6 épisodes)
- 2015 : Gotham : Jason Lennon / l'Ogre (3 épisodes)
- 2015 : The Pet Squad Files : Cash Buggiardo (4 épisodes)
- 2015 : The Whispers : John Doe / Drew / Sean Bennigan (13 épisodes)
- 2015 : Con Man : Milo Ventimiglia[n 1] (2 épisodes)
- 2015 : The League : agent Baker (saison 7, épisode 10)
- 2016 : Relationship Status : Jack (3 épisodes)
- 2016–2022 : This Is Us : Jack Pearson (106 épisodes)
- 2016 : Gilmore Girls : Une nouvelle année (Gilmore Girls: A Year in the Life) : Jess Mariano (mini-série, 2 épisodes)
- 2017 : Last Week Tonight with John Oliver : Jack Pearson (saison 4, épisode 29)
- 2020 : Evel : Evel Knievel (saison 1, épisode 1)
- 2022-2023 : La Fabuleuse Madame Maisel (Mrs Maisel) : Sylvio (2 épisodes)
- 2023 : Ces liens qui nous unissent (The Company You Keep) : Charlie Nicoletti (10 épisodes)
- 2025 : Countdown : Robert Daren (saison 1, épisode 1)

#### Séries d'animation
- 2007 : Winter Tales : lui-même (mini-série d'animation, voix originale - également producteur)
- 2008 : Robot Chicken produite par Seth Green : Green Arrow (voix originale - saison 4, épisode 2)
- 2010 : Iron Man : Logan / Wolverine (voix anglaise - saison 1, épisode 4)
- 2011 : Wolverine : Logan / Wolverine (voix anglaise - 12 épisodes)
- 2011 : Blade : Logan / Wolverine (voix anglaise - saison 1, épisode 7)
- 2015-2016 : Ultimate Spider-Man : Spider-Man Noir (voix originale - 4 épisodes)
- 2019 : Human Discoveries : Donk (voix originale - saison 1, épisode 3)

### Jeux vidéo
- 2011 : X-Men: Destiny : Grant Alexander (voix originale)

### Comme réalisateur
- 2007 : It's A Mall World (mini-série - également réalisateur)
- 2009 : Dave Knoll Finds His Soul (téléfilm - également producteur exécutif)
- 2009 : Ultradome (web-série DiVide Pictures, DSC - également producteur exécutif et scénariste)

### Comme producteur
- 2007 : Les Rois du patin (Blades of Glory - sortie en 2009)
- 2009 : Rest (comics)
- 2009 : Berserker (comics)
- 2009 : Three Days To Love in L.A (une production DiVide Pictures - DSC)
- 2013 : The Pet Squad Files (comme producteur exécutif)

## Distinctions

### Récompenses
- 2008 : MTV Movie & TV Awards du meilleur acteur dans une série télévisée dramatique pour Heroes (2006-2010) pour le rôle de Peter Petrelli.
- 10e cérémonie des Teen Choice Awards 2008 : Meilleur acteur dans une série télévisée dramatique pour Heroes (2006-2010) pour le rôle de Peter Petrelli.
- 2014 : International Academy of Web Television Awards de la meilleure performance masculine dans une série télévisée dramatique pour Chosen (2013).
- 2017 : MTV Movie & TV Awards de la scène la plus triste dans une série télévisée dramatique pour This Is Us (2016-2022) partagé avec Lonnie Chavis.
- 24e cérémonie des Screen Actors Guild Awards 2018 : Meilleure distribution pour une série dramatique pour This Is Us (2016-2022) partagé avec Eris Baker, Sterling K. Brown, Justin Hartley, Ron Cephas Jones, Alexandra Breckenridge, Lonnie Chavis, Faithe Herman, Chrissy Metz, Mandy Moore, Chris Sullivan, Susan Kelechi Watson, Hannah Zeile et Mackenzie Hancsicsak.
- Hasty Pudding Theatricals 2019 : Lauréat du Prix de l'Homme de l'année.
- 25e cérémonie des Screen Actors Guild Awards 2019 : Meilleure distribution pour une série dramatique pour This Is Us (2016-2022) partagé avec Eris Baker, Sterling K. Brown, Niles Fitch, Mackenzie Hancsicsak, Justin Hartley, Faithe Herman, Jon Huertas, Melanie Liburd, Chrissy Metz, Mandy Moore, Lyric Ross, Chris Sullivan, Susan Kelechi Watson et Hannah Zeile.

### Nominations
- 9e cérémonie des Teen Choice Awards 2007 : Meilleur acteur dans une série télévisée dramatique pour Heroes (2006-2010) pour le rôle de Peter Petrelli.
- 35e cérémonie des Saturn Awards 2009 : meilleur acteur dans un second rôle dans une série télévisée dramatique pour Heroes (2006-2010) pour le rôle de Peter Petrelli.
- 11e cérémonie des Teen Choice Awards 2009 : Meilleur acteur dans une série télévisée dramatique pour Heroes (2006-2010) pour le rôle de Peter Petrelli.
- 43e cérémonie des People's Choice Awards 2017 : Acteur préféré dans une nouvelle série télévisée dramatique pour This Is Us (2016-2022).
- 69e cérémonie des Primetime Emmy Awards 2017 : Meilleur acteur dans une série télévisée dramatique pour This Is Us (2016-2022).
- 19e cérémonie des Teen Choice Awards 2017 : Acteur préféré dans une nouvelle série télévisée dramatique pour This Is Us (2016-2022).
- 2018 : Gold Derby Awards de la meilleure distribution de l'année dans une série télévisée dramatique pour This Is Us (2016-2022) partagé avec Eris Baker, Sterling K. Brown, Justin Hartley, Alexandra Breckenridge, Lonnie Chavis, Niles Fitch, Faithe Herman, Jon Huertas, Chrissy Metz, Mandy Moore, Chris Sullivan, Logan Shroyer, Susan Kelechi Watson, Hannah Zeile et Mackenzie Hancsicsak.
- 71e cérémonie des Primetime Emmy Awards 2018 : Meilleur acteur dans une série télévisée dramatique pour This Is Us (2016-2022).
- 24e cérémonie des Critics' Choice Movie Awards 2019 : Meilleur acteur dans une série télévisée dramatique pour This Is Us (2016-2022).
- 72e cérémonie des Primetime Emmy Awards 2019 : Meilleur acteur dans une série télévisée dramatique pour This Is Us (2016-2022).
- 2021 : Pena de Prata de la meilleure distribution dans une série télévisée dramatique pour This Is Us (2016-2022) partagé avec Mandy Moore, Sterling K. Brown, Chrissy Metz, Justin Hartley, Susan Kelechi Watson, Chris Sullivan, Jon Huertas, Eris Baker, Faithe Herman, Lyric Ross, Asante Blackk, Griffin Dunne, Caitlin Thompson, Lonnie Chavis, Niles Fitch, Hannah Zeile, Mackenzie Hancsicsak, Logan Shroyer, Parker Bates et Michael Angarano.
- 2022 : Hollywood Critics Association Television Awards du meilleur acteur dans une série télévisée dramatique pour This Is Us (2016-2022).
- 2023 : Hollywood Critics Association Television Awards du meilleur acteur dans une série télévisée dramatique pour This Is Us (2016-2022).

## Voix françaises
En France, Rémi Bichet est la voix française régulière de Milo Ventimiglia,,,.
Au Québec, Hugolin Chevrette-Landesque est la voix québécoise la plus régulière de l'acteur.